# The Indianapolis Star
The Indianapolis Star est un journal quotidien publié à Indianapolis. Fondé en 1903, le journal a remporté deux fois le prix Pulitzer du reportage d'investigation en 1975 et en 1991.